# Svenska kyrkans stiftelse för rikskyrklig verksamhet
Svenska kyrkans stiftelse för rikskyrklig verksamhet (SFRV) var en svensk stiftelse med anknytning till Svenska kyrkan.
Svenska kyrkans stiftelse för rikskyrklig verksamhet bildades 1984 som ett led i omorganisationen av Svenska kyrkan. Dess uppgift var att bedriva eller stödja Svenska kyrkans rikskyrkliga verksamhet inom eller utom Sverige samt förvalta egendom som ställts till dess förfogande för sådana ändamål. 
Stiftelsen ersatte kyrkliga riksorgan som Svenska kyrkans centralråd för evangelisation och församlingsarbete (1965–84, tidigare Svenska kyrkans diakonistyrelse 1910–65), Svenska kyrkans diakoninämnd (1965–85), Svenska kyrkans informationscentral och Svenska kyrkans utbildningsnämnd. Dess verksamhet avsåg främst Svenska kyrkans frivilliga verksamhet. 
Stiftelsens högsta organ var ombudsmötet, som bestod av samma personer som kyrkomötet och som samlades varje år inom kyrkomötets ram. 
Stiftelsens verksamhet lades ned vid årsskiftet 1999/2000 i samband med att Svenska kyrkan upphörde att vara statlig myndighet. 